# Момичета на нощта
„Момичета на нощта“ (на френски: Filles de nuit) е драматичен филм от 1959 година на режисьора Морис Клоше с участието на Жорж Маршал, Никол Берже и Клаус Холм, копродукция на Франция, Италия и ФРГ.

## В ролите
- Жорж Маршал като Чарли
- Никол Берже като Неда
- Клаус Холм като Ерман, бащата на Неда
- Жил Видал като Пол
- Скила Габел като Лола
- Жорж Шамарат като поклонника
- Кай Фишер като Марлен
- Ренато Балдини като Марко
- Жанделин като госпожа Мартин
- Рут Вилберт като доктор Лабан
- Валтраут Хаас като госпожа Робе
- Бум Крюгер като господин Робе[2]